# Club de Fútbol Barcelona 1968-1969

## Rosa
| N. |                     | Ruolo | Calciatore              |
| -- | ------------------- | ----- | ----------------------- |
|    | Spagna (bandiera)   | P     | Salvador Sadurní        |
|    | Spagna (bandiera)   | P     | Miguel Reina            |
|    | Spagna (bandiera)   | D     | Antoni Torres           |
|    | Spagna (bandiera)   | D     | Eladio                  |
|    | Spagna (bandiera)   | D     | Gallego                 |
|    | Spagna (bandiera)   | D     | Josep Franch Xargay     |
|    | Paraguay (bandiera) | D     | Pedro Fernández Cantero |
|    | Spagna (bandiera)   | D     | Fernando Olivella       |
|    | Spagna (bandiera)   | C     | Pedro María Zabalza     |
|    | Spagna (bandiera)   | C     | Josep Fusté             |
|    | Spagna (bandiera)   | C     | Jesús María Pereda      |

| N. |                       | Ruolo | Calciatore              |
| -- | --------------------- | ----- | ----------------------- |
|    | Spagna (bandiera)     | C     | Juan Carlos Pérez López |
|    | Spagna (bandiera)     | C     | Narcís Martí Filosia    |
|    | Spagna (bandiera)     | C     | Santiago Castro         |
|    | Spagna (bandiera)     | A     | José Antonio Zaldúa     |
|    | Spagna (bandiera)     | A     | Joaquim Rifé            |
|    | Spagna (bandiera)     | A     | Carles Rexach           |
|    | Spagna (bandiera)     | A     | Juanito                 |
|    | Spagna (bandiera)     | A     | Carlos Pellicer Vázquez |
|    | Spagna (bandiera)     | A     | Josep Palau Busquet     |
|    | Portogallo (bandiera) | A     | Jorge Alberto Mendonça  |
|    | Spagna (bandiera)     | A     | Francisco Nieto Gil     |

### Staff tecnico
- Allenatore:  Salvador Artigas